# Фекатич
Фекатич (серб. Фекетић) — село в Сербії, належить до общини Малий Іджош Північно-Бацького округу в багатоетнічному, автономному краю Воєводина.

## Населення
Населення села становить 4481 осіб (2002, перепис), з них:
- мадяри — 2672 — 61,62%;
- серби — 726 — 16,74%;
- чорногорці — 682 — 15,72%;
- югослави — 46 — 1,06%;

Решту жителів  — з десяток різних етносів, зокрема: македонці, румуни, німці і десь до півсотні русинів-українців.